# Afrobaetodes
Afrobaetodes is een geslacht van haften (Ephemeroptera) uit de familie Baetidae.

## Soorten
Het geslacht Afrobaetodes omvat de volgende soorten:
- Afrobaetodes berneri
- Afrobaetodes lenae